# Vallès Occidental
Vallès Occidental é uma comarca da Catalunha, Espanha. Abarca uma superfície de 583,17 quilômetros quadrados e tem 862 369 habitantes.

## Subdivisões
A comarca do Vallès Occidental subdivide-se nos seguintes municípios:
- Badia del Vallès
- Barberà del Vallès
- Castellar del Vallès
- Castellbisbal
- Cerdanyola del Vallès
- Gallifa
- Matadepera
- Montcada i Reixac
- Palau-solità i Plegamans
- Polinyà
- Rellinars
- Ripollet
- Rubí
- Sabadell
- Sant Cugat del Vallès
- Sant Llorenç Savall
- Sant Quirze del Vallès
- Santa Perpètua de Mogoda
- Sentmenat
- Terrassa
- Ullastrell
- Vacarisses
- Viladecavalls